# شی کریک سامر هوم آریا (کالیفرنیا)
شی کریک سامر هوم آریا (به انگلیسی: Shay Creek Summer Home Area) یک منطقهٔ مسکونی در ایالات متحده آمریکا است که در شهرستان آلپاین، کالیفرنیا واقع شده‌است. شی کریک سامر هوم آریا ۱٬۸۱۸ متر بالاتر از سطح دریا واقع شده‌است.